# Olaszfalu
Olaszfalu ist eine ungarische Gemeinde im Kreis Zirc im Komitat Veszprém. Zur Gemeinde gehören die Ortsteile Alsópere und Felsőpere.

## Geografische Lage
Olaszfalu liegt im Bakony, 17 Kilometer nördlich des Komitatssitzes Veszprém und 3 Kilometer südöstlich der Kreisstadt Zirc. Die höchste Erhebung auf dem Gemeindegebiet ist der 525 Meter hohe Berg Csengő-hegy. Nachbargemeinden sind Nagyesztergár, Bakonynána, Tés, Eplény und Lókút.

## Geschichte
Bei Grabungen wurden Silbermünzen und Eisenspeere aus der Römerzeit gefunden. Es wird davon ausgegangen, dass Ort in der Zeit der Árpáden gegründet wurde. Die erste schriftliche Erwähnung des Ortes in der Form Olaszfalwa stammt aus dem Jahr 1488. Anfangs war der Wald eine Lebensgrundlage der Bevölkerung. Sie stellten Werkzeuge aus Holz her, erzeugten Holzkohle und betrieben dann auf den gerodeten Flächen Landwirtschaft. Eine besondere Bedeutung hatte der Anbau von Obst und Kohl. Neben dem Ackerbau war die Haltung von Rindern, Schweinen und Schafen wichtig. Am Rande des Ortes wurden Fischteiche angelegt. Im Jahr 1913 gab es in der damaligen Kleingemeinde 224 Häuser und 1470 Einwohner auf einer Fläche von 6624  Katastraljochen. Sie gehörte zu dieser Zeit zum Bezirk Zircz im Komitat Veszprém.

## Gemeindepartnerschaft
- Chichiș, Rumänien

## Sehenswürdigkeiten
- Arboretum, im Ortsteil Alsópere
- Etelka-Kuntich-Denkmal
- Ferdinánd-Villax-Statue
- Heimatmuseum (Tájház)
- Kapelle (Szent Imre Ökumenikus Vadászkápolna), im Ortsteil Alsópere
- Kruzifixe
- Naturlehrpfad (Eperjes tanösvény), südlich des Ortes
- Römisch-katholische Kirche Szentháromság, erbaut 1764 im barocken Stil
- Ruine einer Kirche aus dem 12. Jahrhundert, am Rand des Ortsteils Alsópere
- Szent-Vendel-Statue
- Weltkriegsdenkmal

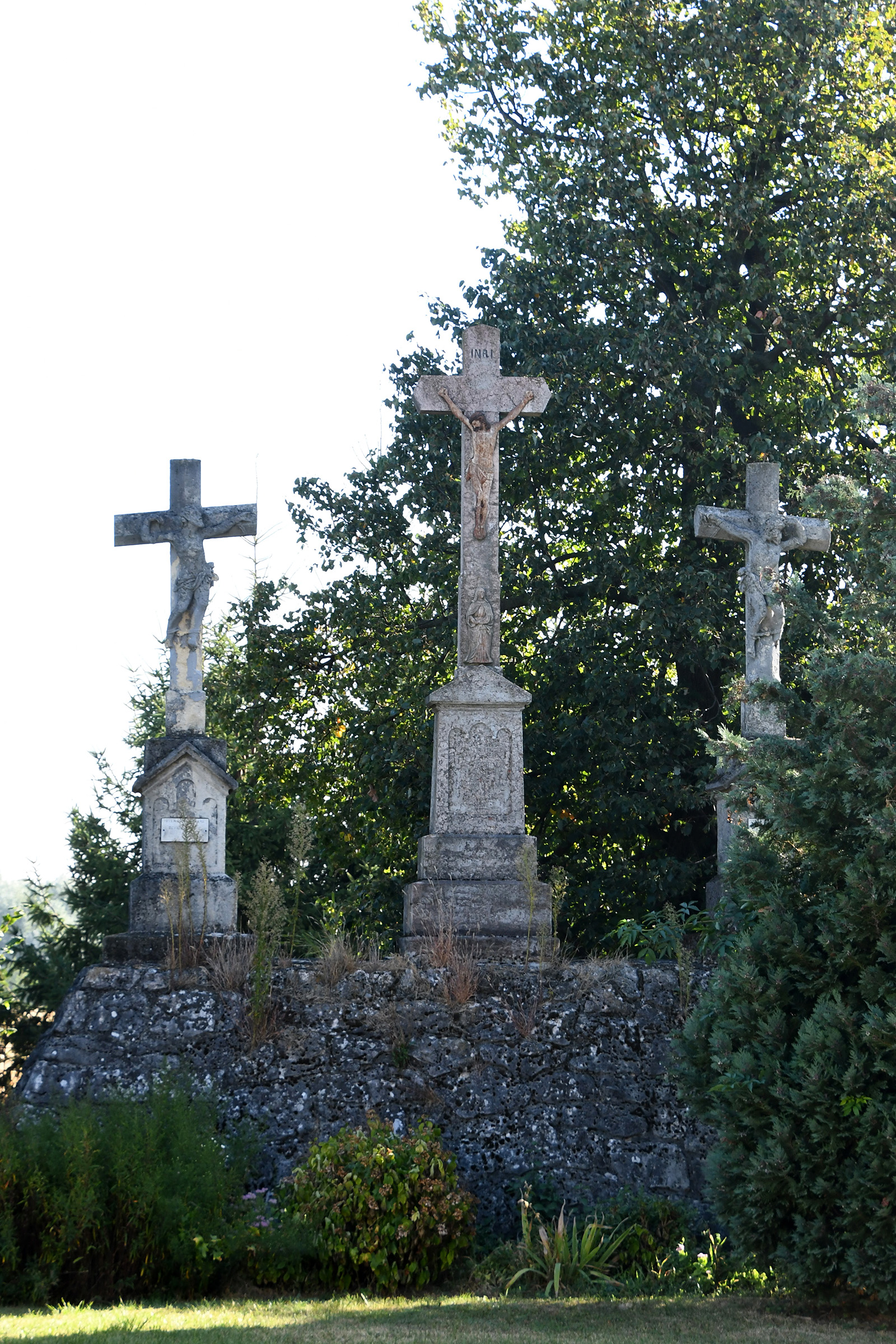
Kruzifixgruppe
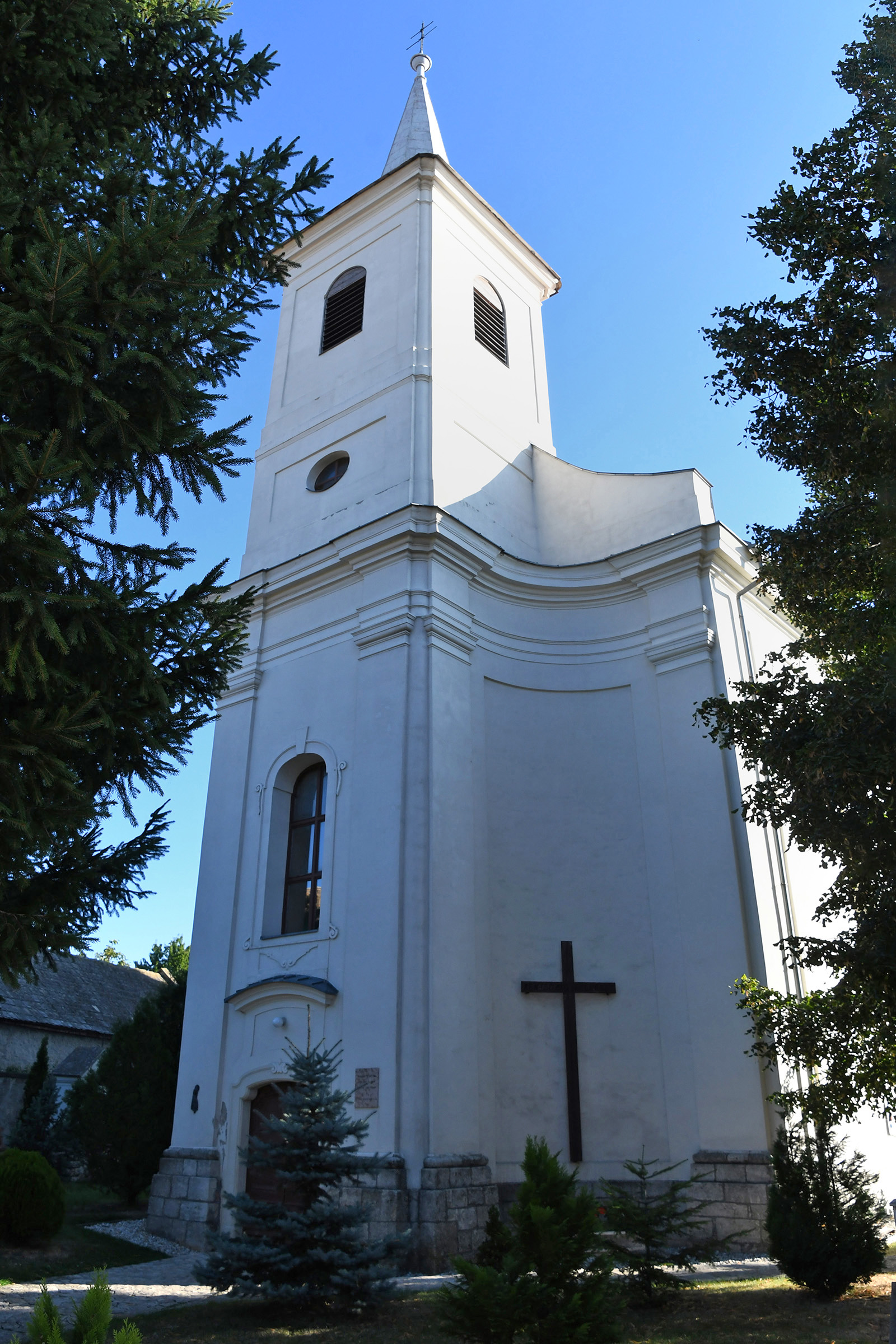
Römisch-katholische Kirche Szentháromság
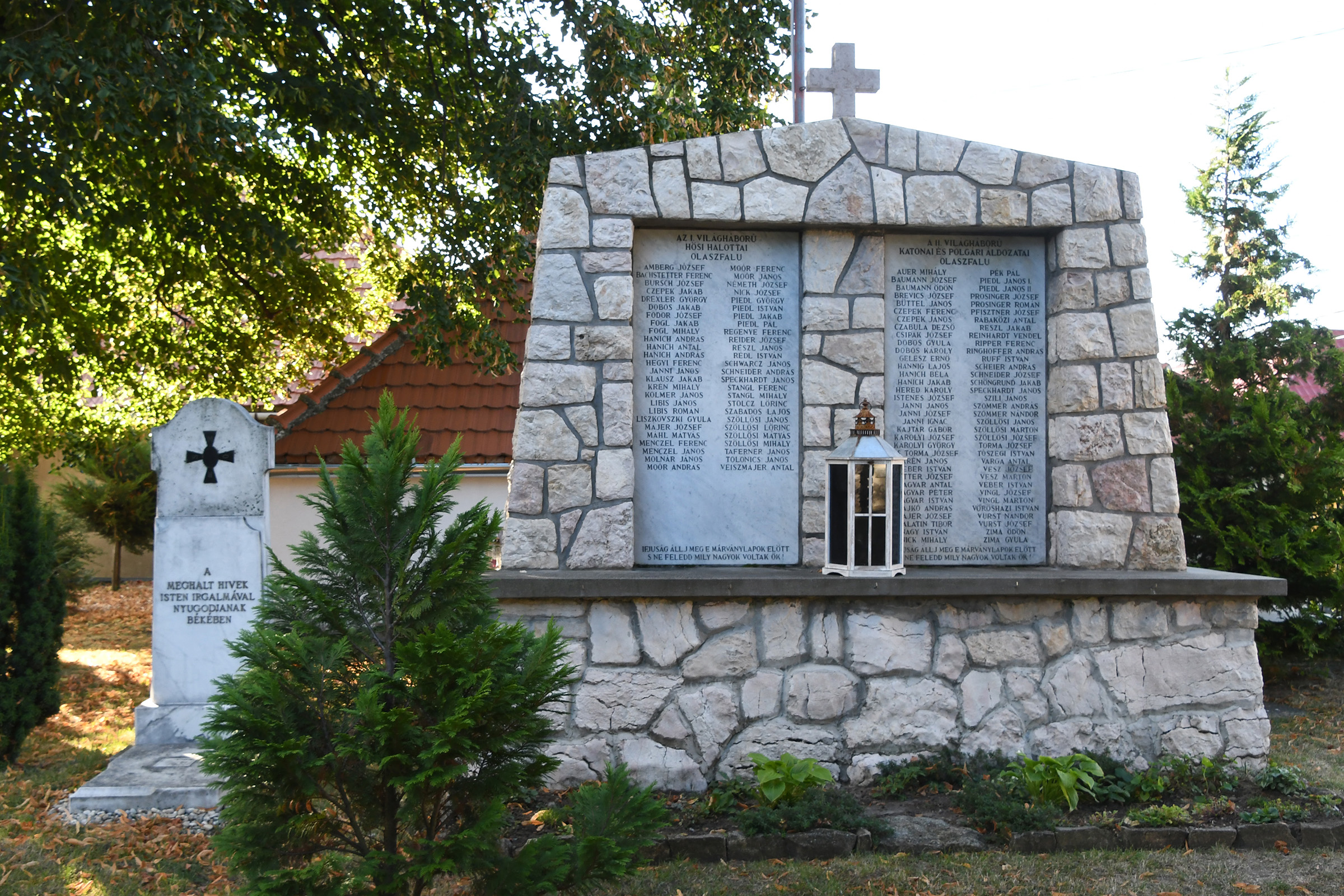
Weltkriegsdenkmal
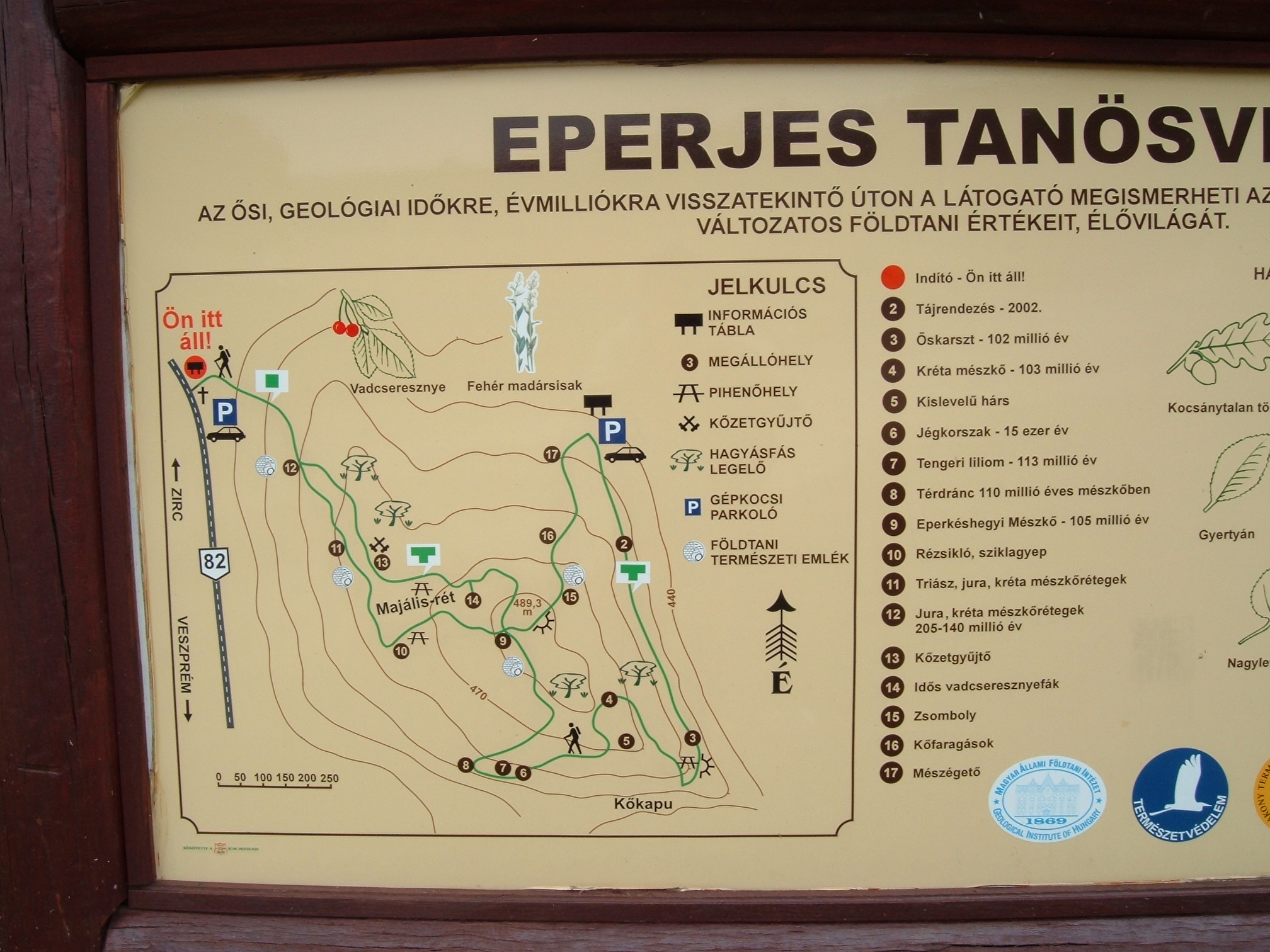
Informationstafel zum Naturlehrpfad
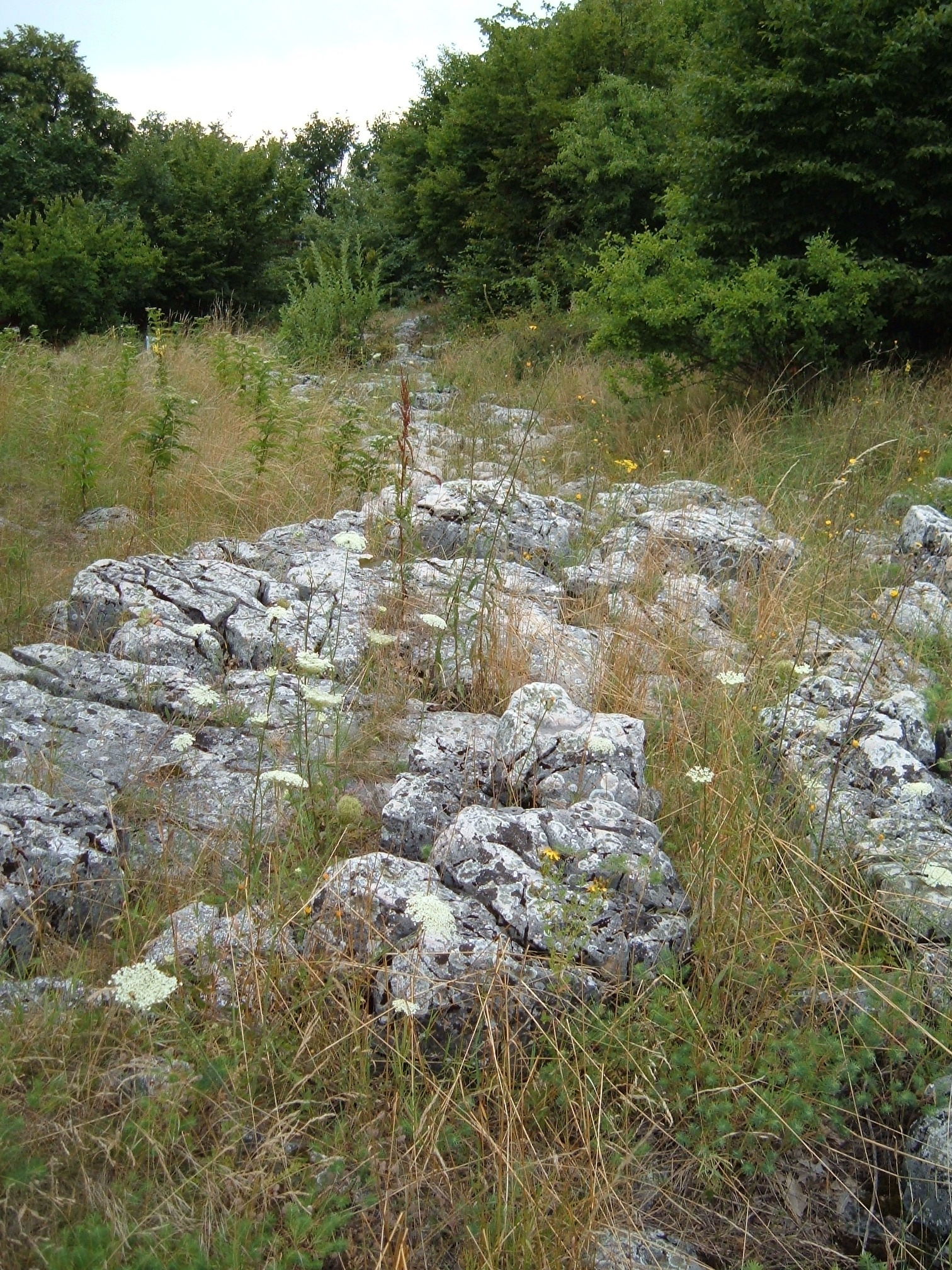
Naturlehrpfad

## Verkehr
Durch Olaszfalu verläuft die Nebenstraße Nr. 82109, westlich des Ortes die Hauptstraße Nr. 82. Es bestehen Busverbindungen nach Zirc sowie über Eplény nach Veszprém. Der nächstgelegene Bahnhof befindet sich in Zirc.